# Баста (музикант)
Баста (справжнє ім'я Васи́ль Миха́йлович Вакуле́нко; нар. 20 квітня 1980, Ростов-на-Дону, РСФСР) — російський реп-виконавець, композитор, телерадіоведучий, актор, сценарист, режисер і продюсер. Також відомий під такими псевдонімами, як Ноггано і N1NT3ND0.
Ведучий на радіо NEXT FM, режисер кількох фільмів. 2007 року створив лейбл Gazgolder і є його власником.
Пісня «Моя игра», написана під псевдонімом Баста Хрю 1998 року, стала початком його сольної кар'єри хіп-хоп-виконавця.
4 вересня 2017 року СБУ повідомила про заборону йому в'їжджати до України терміном на три роки через незаконний перетин кордону України під час відвідування Криму з концертами. У січні 2018 року Мінкульт на підставі звернення СБУ вніс його до розширеного переліку осіб, які створюють загрозу національній безпеці.
З 7 січня 2023 року перебуває під санкціями РНБО за антиукраїнську діяльність.
Обрав позицію замовчування агресії щодо Російського вторгнення в Україну, утримуючись від будь-яких коментарів та спричинивши обурення серед українських прихильників та колег-музикантів з України.

## Біографія
Народився 20 квітня 1980 року в Ростові-на-Дону в сім'ї військових. Навчався у СШ № 32, відвідував музичну школу. Навчався у музичному училищі на диригентському відділенні, тоді захопився хіп-хопом. З 15 років пише й читає реп. 11 червня 2009 року одружився з Оленою Пінською. 4 грудня 2009 у них народилася донька Марія. 21 січня 2013 народилася донька Василіса.
У віці 16-17 років намагався читати реп, у 17 записав перший трек «Місто».

### Заборона на в'їзд до України
4 вересня 2017 року СБУ повідомила про заборону Василю на в'їзду до України терміном на три роки через незаконний перетин кордону України під час відвідування Криму з концертами. У січні 2018 року Мінкульт на підставі звернення СБУ розширив перелік осіб, які створюють загрозу національній безпеці, і вніс до нього Вакуленка.
17 вересня 2020 року Міністерство культури й інформаційної політики повідомило, що музикант знову може відвідувати Україну. Рішення ухвалено за поданням СБУ щодо зняття заборони в’їзду та виключення з Переліку осіб, які становлять загрозу національній безпеці.
У березні 2021 року народний депутат України Олексій Гончаренко звернувся до Служби безпеки з проханням розглянути можливість повторної заборони для Вакуленка на в’їзд в Україну. У червні Мінкульт повідомив, що так і не отримував від СБУ подання про повторне внесення Вакуленка до переліку осіб, які створюють загрозу національній безпеці України.

## Дискографія

### Студійні альбоми

#### Баста Хрю (у складі «Психолірік»)
- 1997 — Первый удар

#### Баста
- 2006 — Баста 1
- 2007 — Баста 2
- 2010 — Баста 3
- 2010 — Баста/Guf
- 2013 — Баста 4
- 2015 — Баста/Смоки Мо
- 2016 — Баста 5
- 2020 - 40

#### Ноггано
- 2008 — Первый
- 2009 — Тёплый

#### NINTENDO
- 2011 — N1NT3ND0

#### ГлаЗ
- 2011 — ГлаЗ (интернет-релиз)

#### Брати Стерео
- 2013 — Братья Стерео

### Компіляції
- 2005 — Начальное творчество. Часть 1
- 2005 — Начальное творчество. Часть 2
- 2008 — К тебе
- 2009 — Ноггано: Неизданное
- 2010 — Ноггано: Совместки

### Концертні альбоми
- 2013 — Баста (Crocus City Hall 2012) [Live]

### Сингли
- 2012 — Моя вселенная п.у. Тати
- 2013 — ЧК (Чистый кайф)
- 2013 — Интро (Баста 4)

### Участь
- 2007 — Качели (альбом групи «CENTR»)
- 2007 — I Am The Russian Dream vol.1 (микстейп/промо-сборник «Phlatline»)
- 2008 — Сто из ста (альбом ST)
- 2008 — Mars (альбом групи «Marselle»)
- 2008 — Эфир в норме (альбом групи «CENTR»)
- 2009 — Весы (альбом Стрижа)
- 2009 — Архангел (альбом Витька)
- 2009 — Ни о чём (альбом Птахи)
- 2009 — Дома (альбом Guf’а)
- 2009 — Мой магнитофон (альбом КРП aka Купэ)
- 2010 — Мой рай (альбом МакSим)
- 2010 — Выход из темноты (альбом Смоки Мо)
- 2010 — Осколки (альбом групи Krec)
- 2010 — Имена (альбом RusKey'я)
- 2010 — «МегаPolice» (альбом групи «АК-47»)
- 2010 — ХЗ (альбом групи «Каста»)
- 2010 — Здесь и сейчас (альбом Децла)
- 2011 — «proDUCKtion кассета» (альбом DJ Nik-One)
- 2011 — Колесо — оба зрения (альбом групи «Песочные Люди»)
- 2011 — Т.Г.К.липсис (альбом групи «Триагрутрика»)
- 2011 — Мега
- 2011 — Повести и рассказы (альбом Васи Обломова)
- 2012 — Катарсис (альбом Кажэ Обоймы)
- 2012 — Mozaika (альбом Словетського)
- 2012 — Жирный (альбом Вити АК)
- 2012 — Сам и… (альбом Guf)
- 2012 — Лучше, чем вчера (альбом Лиона)
- 2013 — Тяжеловес (альбом Джамала)
- 2013 — Младший (альбом Смоки Мо)

## Фільмографія

### Акторські роботи
- 2007 — Гетто — актор дубляжу на каналі 2х2
- 2008 — Чайний п'яниця — Баста / Китайський мудрець
- 2008 — Рови — Ноггано (артист на концерті у психлікарні)
- 2009 — Пруха (співає в епізоді)
- 2009 — 13 район: Ультиматум — Молько (російський дубляж)
- 2013 — Казки для дорослих (готується)

### Робота як сценариста
- 2008 — Чайний п'яниця
- 2008 — Рови
- 2009 — Пруха
- 2010 — Нереальний кастинг

### Робота як режисера
- 2008 — Чайний п'яниця
- 2012 — Казки для дорослих (готується)

### Робота як продюсера
- 2008 — Чайний п'яниця
- 2008 — Рови

## Нагороди та номінації
- MTV Russia Music Awards 2008 — Найкращий хіп-хоп виконавець: Пісня «Місто Доріг» (Спільна нагорода з групою «CENTR»)
- MTV Russia Music Awards 2008 — Найкращий виконавець вийшов з інтернет мережі: Ноггано
- Russian Street Awards 2010 — Альбом року: Ноггано — «Тепла»
- Russian Street Awards 2010 — Саундтрек року: Баста — «Любов Без Пам'яті»
- Премія Муз-ТВ 2010 — Пісня року: «Обернись» при уч. місто 312
- RUMA 2012 — Вклад в культуру
- Премія Муз-ТВ 2012 — Номінація: Найкращий Хіп-Хоп проект
- Журнал CQ: Люди Року 2012 — Номінація: Музикант року (N1NT3ND0)
- Премія RU.TV 2012 — Номінація: Хіп-хоп хіт року (Райські яблука)
- Премія Муз-ТВ 2013 — Номінація: Найкращий Хіп-Хоп проект
- Реальна премія MusicBox 2017 — Номінація: Пісня року: Баста — «Сансара»